# Théorie du détour
Pour les articles homonymes, voir Détour.
La théorie du détour a été élaborée par le psychologue du développement et clinicien Michel Cariou. C'est une théorie qui prend source dans les travaux de Henri Wallon, et se nourrit aussi d'autres conceptions et auteurs comme Charles Darwin (principe de l'adaptation au milieu), Kurt Lewin (mode de pensée galiléen), la Gestalttheorie (notion de conduite de détour), Erik Erikson (concept d'idéologie sociale). Ces derniers auteurs sont cependant réinterprétés dans une logique Wallonienne.
Cette théorie part du principe que tout organisme vivant doit survivre et pour cela doit s'adapter à son milieu, chez l'homme ce dernier étant le social.

## Henri Wallon
La théorie du détour se reconnaît en tant que continuité de l'école de psychologie clinique française, il est donc évident qu'il existe de nombreux parallèles avec les travaux de ces auteurs, et en particulier ceux de Wallon. Nous pouvons donner comme exemple le fait que la théorie du détour considère l'objet d'étude de la psychologie comme étant la personne globale concrète en situation, et tend à privilégier la méthode génétique.
De ce fait, et même d'un point de vue clinique, il est important selon cette conception de considérer le psychisme dans sa construction ontogénétique, prenant source dans le biologique, mais ayant une réalité à part entière permettant un rapport adaptatif particulier au milieu humain (le social). Il s'agit donc de prendre en compte la souffrance psychologique de la personne globale à partir des lois générales de développement et de fonctionnement. Il y a ainsi rejet du réductionnisme. En effet, comme le dit Michel Cariou, « il y a quelque chose d'artificiel pour ne pas dire d'illégitime à isoler les fonctions cognitives de l'ensemble de l'activité nerveuse supérieure par laquelle l'organisme gère son rapport au milieu ».

### L’intégration psychologique
L'enfant se développe, et passe par plusieurs stades, mais ceux-ci s'intègrent les uns les autres au fur et à mesure du développement.

## Dépasser Wallon

### Notion d'automatisme
Alors que Wallon utilisait ce terme dans le cadre du développement psycho-moteur, Michel Cariou l'a généralisé à l'ensemble du fonctionnement psychique. L'automatisme désigne donc l'intériorisation d'éléments du milieu, organisés de manière flexible. C'est un processus actif, car le sujet « sélectionne » les informations importantes pour lui. L'automatisme diffère d'une agglomération de réflexe conditionné, dans le sens où il vise toujours un but conscient ou inconscient. Si cet objectif est atteint, la compétence devenue automatisme est intériorisée, ce qui lui confère une efficacité adaptative à bas coût énergétique.

### Notion de détour et étapes
Cette notion de détour est issue de la gestalt. On peut l'imager par un comportement animal. La poule, essayant en vain d'atteindre de la nourriture au travers d'un obstacle, est incapable de réaliser qu'elle peut le contourner. En revanche le singe, après une tentative de saisie directe, a la capacité de déclencher un détour issu d'une réévaluation plus globale de son environnement. En effet, « la force des vrais détours n'est pas d'éloigner mais d'atteindre au but avec plus d'exactitude ».

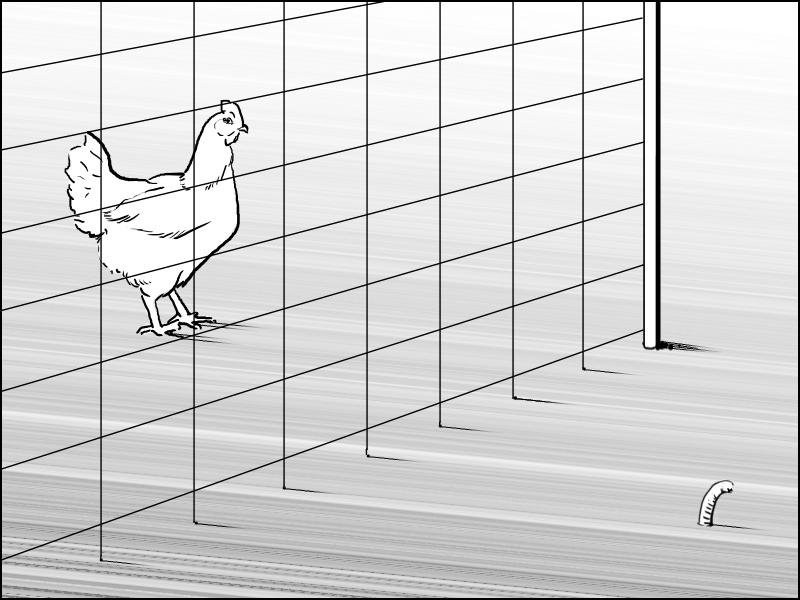
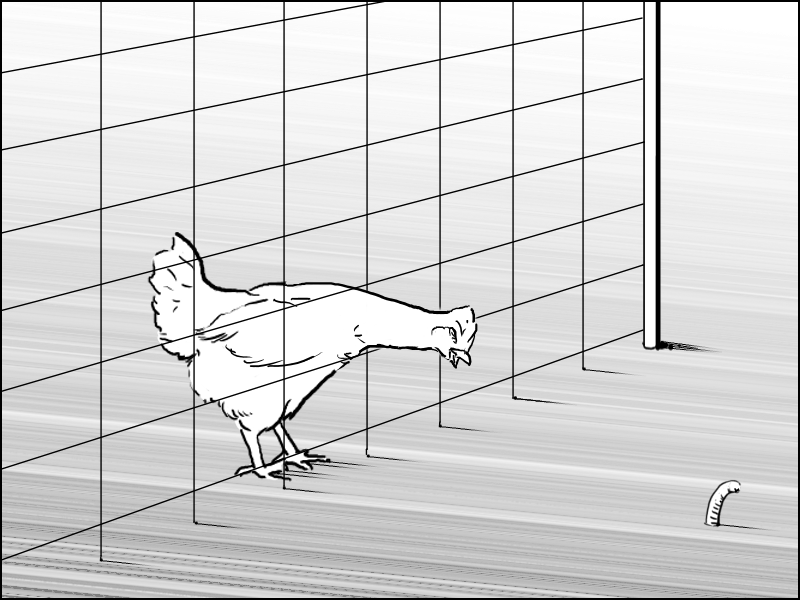
Essai
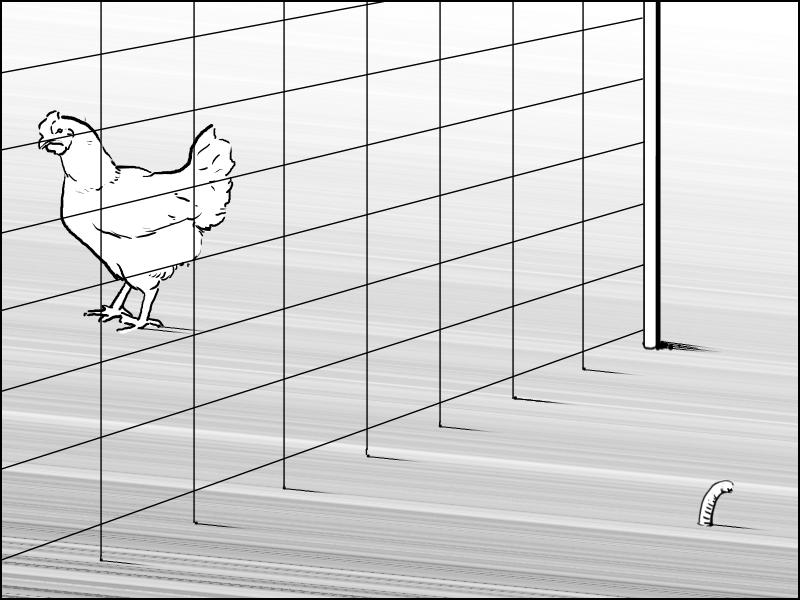
Échec

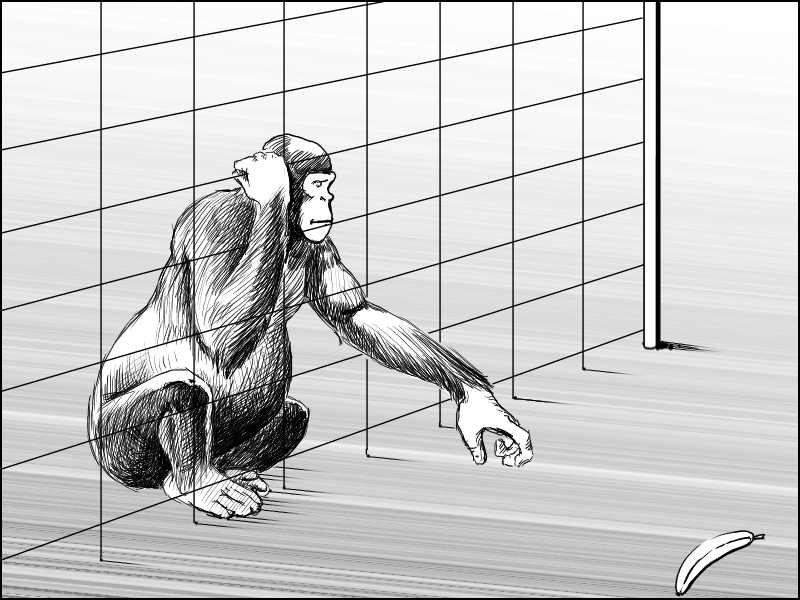
Essai
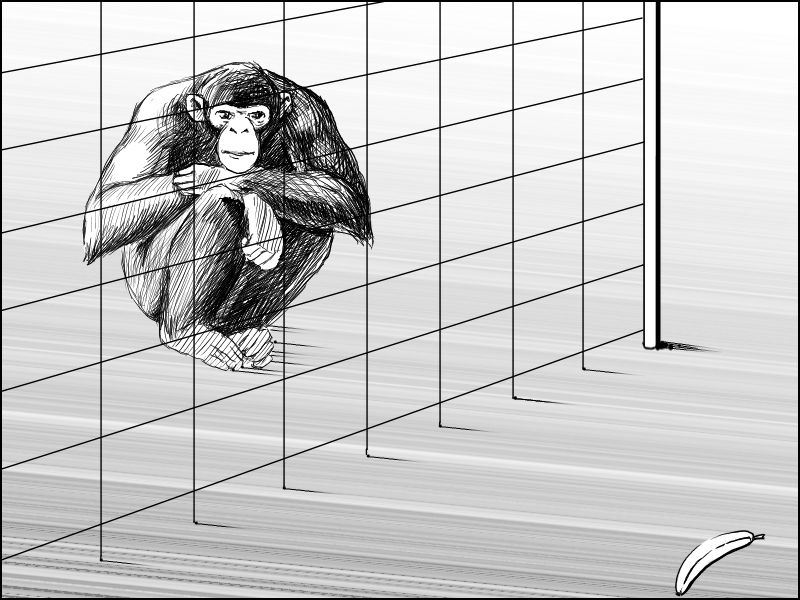
Retrait
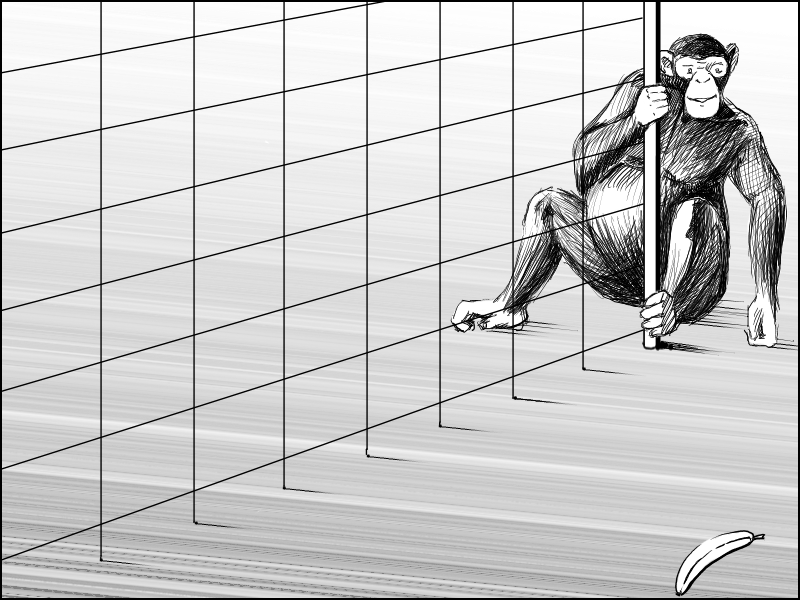
Détour

Ceci est appliqué ici en termes de psychologie, et plus précisément de psychologie développementale et clinique. Wallon plaçait la maturation biologique comme la cause prépondérante du passage à une autre étape, ce qui l'a conduit à décrire de nombreuses étapes de développement chez l'enfant. Cariou considère la maturation biologique comme nécessaire mais pas suffisante. Il ajoute la nécessité d'une différenciation de l'étape précédente assez importante pour atteindre un véritable saut qualitatif de la structure psychique. Ces derniers sont appelés des détours.
De plus, Cariou va faire ressortir une permanence des processus décrits par Wallon chez l'enfant, sur tout le cycle vital de l'individu. Ce faisant il va dégager cinq étapes, et donc quatre détours. Ces derniers sont une restructuration globale du rapport organisme/milieu.

#### Avant l'adolescence
La première étape de cette théorie commence lors de la vie intra-utérine, où vont se mettre en place chez l'enfant les détours réalisés par l'espèce, qui sont contenus dans les gènes. Mais le nouveau-né, a une immaturité neuronale, ceci lui permet de s’adapter de façon complexe à toutes sortes d’interactions entre le monde extérieur et l'univers social. L'activité du nouveau-né se concentre tout d'abord sur l'exercice et l'autonomisation progressive des fonctions vitales. En parallèle à cela, l'enfant va différencier des expressions toniques de vécu, dans l'interaction avec l'adulte.

##### Premier détour
Ce double mouvement va permettre, après une stabilisation des fonctions vitales, le premier détour et par là même initie la seconde étape (correspondant au stade émotionnel de Wallon) où l'enjeu est l'adaptation au milieu se faisant par la participation émotionnelle au milieu humain. Au début, l'enfant se confond avec son milieu, et il va commencer par différencier ce qui est de l'ordre du tonus et de la mimique (l’intéroceptif), puis ce qui est de l'ordre de la sensori-motricité (L’extéroceptif). À partir de l'apparition de la fonction symbolique vers 18 mois, celle-ci va devenir de plus en plus opérante jusqu'à ce qu'elle puisse définir des catégories stables.

##### Deuxième détour
C'est donc après cela, vers deux ans et demi, trois ans, que l'apparition de la crise du personnalisme Wallonienne montre le déclenchement du second détour, le Moi et l'Autre étant les catégories psychiques qui commencent à se différencier. Le contenu de ces catégories va s'établir sur la réalité concrète, les acquis antécédents, et l'imitation. Ceci va permettre l'élaboration de conduites de bases qui seront approuvées par le milieu social de l'enfant.

#### Troisième détour
Cette étape est déclenchée par l’apparition de la pensée abstraite, et renforcé par la puberté. Les catégories Moi/Autre vont changer qualitativement passant à un niveau idéologique (dans le sens Ericksonien). Michel Cariou les nomme alors Identité/Altérité.
Cette différenciation a pour but de s'approprier les résultats de la différenciation Moi/ autre, plus largement.
Ainsi, il y a intériorisation du milieu, à un niveau subjectif abstrait, c'est-à-dire création d'idées originales par rapport au groupe social.
De plus, ce détour a pour conséquence la naissance de la temporalité. En effet, « l'originalité de la temporalité humaine est qu'elle établit une double relation, au sens d'Husserl, d'identité et d'altérité ».

#### Quatrième détour
C'est l'étape qui permet l'adaptation au grand vieillissement, par un quatrième détour. Celui-ci est déclenché, contrairement aux autres détours, non pas par une évolution biologique, mais par des difficultés physiques que tout sujet âgé rencontre inévitablement. Mais ne prendre en considération uniquement ce niveau biologique ne suffit pas (contrairement au vieillissement animal) vu la relative indépendance que prend le psychisme chez le sujet humain. Ainsi, le processus d'adaptation psychologique continue à s'appliquer à condition que l'étape précédente se soit différenciée suffisamment, et ainsi que le sujet ait eu la possibilité d'intérioriser un grand nombre de facettes de son identité. Si cela se produit, on assiste à un vieillissement réussi.

### Processus

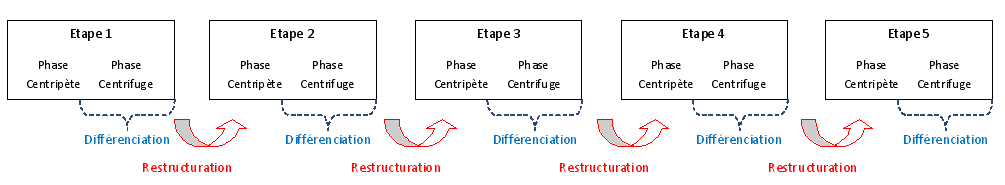
Alternance fonctionnelle au niveau inter-étape selon la théorie du détour.

Les sujets se construisent en utilisant deux processus:
- La différenciation
- La restructuration

Ces processus sont appliqués à deux niveaux. Le premier est inter-étape (Cf. schéma ci-contre), c'est-à-dire qu'en simplifiant l'on peut dire que les stades centrifuges de Wallon peuvent être assimilés à un processus de différenciation particulier, tandis que les stades centripètes à un processus de restructuration.
Le second niveau d'application de ces processus est intra-étape que l'on peut assimiler à la loi de l'effet.

## Psychopathologie
- Organisme/milieu :

Si des carences apparaissent à ce stade, le sujet pourrait évoluer vers des pathologies lourdes telles que l'autisme, dissociation corporelle...
- Moi/autre :

Des carences à ce stade, feront apparaître des pathologies du type antisocial, limite ou même pervers, chez l’adulte.
L’enfant ne contrôle pas ses émotions et cela peut perdurer jusqu'à l’âge adulte, et ainsi devenir pathologique.
- Identité/Altérité :

On peut trouver dans ce cas, de l’inhibition ou de la compulsion. Il n’y a pas d’intérêt pour l’autre et une intolérance à la différence.
Cette problématique peut être normale pour les adolescents, mais pathologique chez l’adulte.

### Documentation externe
Bibliographie :
- Michel CARIOU, Personnalité et vieillissement, Delachaux et Niestlé, Paris, 1995;
- Lydia CHABRIER, psychologie clinique, Hachette collection HU PSYCHO, 2006.

Liens externes :
- Site universitaire de la théorie du détour

---
- Chabrier Lydia, Analyse des rapports idéologiques et psychologiques entre démence et humanité.
- Michel Cariou, La démence comme expression de la singularité de l’être humain